# JAX-RPC
JAX-RPC (Java API for XML-based RPC, Java Application Programming Interface for Extensible Markup Language - based Remote Procedure Call) permite a una aplicación Java invocar un servicio web (Web Service o WS) basado en Java con una descripción conocida sin dejar de ser consistente con su descripción Web Services Description Language (WSDL). Se puede ver como Java Remote Method Invocation (Java RMI) sobre servicios web.
JAX-RPC 1 está en desuso con Java EE 6. El servicio JAX-RPC utiliza estándares del W3C (World Wide Web Consortium) como WSDL.
JAX-RPC 2.0 fue renombrado a JAX-WS 2.0 (Java API for XML Web Services).

## Funcionamiento
Funciona del siguiente modo:
1. Un programa Java llama a un método en un stub (objeto local que representa el servicio remoto).
2. El stub invoca rutinas en el JAX-RPC Runtime System (RS).
3. El RS convierte la invocación de métodos remotos en un mensaje Simple Object Access Protocol (SOAP).
4. El RS transmite el mensaje como una petición HTTP.

La ventaja de este método es que permite que el servicio web sea implementado en el lado del servidor como un contenedor de los Servlets o los Enterprise JavaBeans (EJB). Por lo tanto, las aplicaciones de los Servlets o los EJB están disponibles a través de servicios web.